# アデル (ジョージア州)
アデル（英: Adel）は、アメリカ合衆国のジョージア州にある都市。人口は2000年国勢調査時で5307人。クック郡の郡庁所在地である。初めはパドルビル (Puddleville) という地名だった。

## 地理
国勢調査局によると総面積は20.6平方キロ（8.0平方マイル）で、うち20.4平方キロ（7.9平方マイル）が陸地、1.25%にあたる0.3平方キロ（0.1平方マイル）が水域である。

## 人口動態
2000年の国勢調査時点で、この市には5307人、1958世帯、1335家族が暮らしている。人口密度は1平方キロあたり260.4人で、平方マイルに換算すると674.1人となる。住居数は2164軒で、1平方キロに平均106.2軒（1平方マイルあたりでは274.9軒）が建っていることになる。住民のうち白人は47.97%、アフリカ系は48.92%、ネイティブ・アメリカンは0.08%、アジア系は0.75%、太平洋諸島系は0.09%、その他の人種は1.43%、混血は0.75%、ヒスパニック（ラテン系）は3.79%を占める。
1958世帯のうち33.9%は18歳未満の子どもと暮らしており、43.0%は夫婦で生活している。20.8%は未婚の女性が世帯主であり、31.8%は家族以外の住人と同居している。27.9%が独り身世帯で、12.3%を独居老人の世帯が占める。1世帯あたりの平均構成人数は2.60人、家庭の平均構成人数は3.17人である。
住民のうち29.4%が18歳未満の未成年、9.4%が18歳以上24歳以下、26.1%が25歳以上44歳以下、20.0%が45歳以上64歳以下、15.2%が65歳以上となっており、平均年齢は34歳である。女性100人に対して男性が86.3人いる一方、18歳以上の女性100人に対しては83.5人いる。
一世帯あたりの平均収入は2万3908米ドル、家族ごとでは2万7318米ドルである。男性の平均収入は2万5927米ドル、女性の平均収入は1万9688米ドルで、労働者でない人々も含めた住民一人当たりの収入は1万3425米ドルとなる。総人口の27.4%、家族の23.5%、18歳未満の子どもの36.6%、および65歳以上の高齢者の29.2%は貧困線以下の収入で生計を立てている。

## 教育

### クック郡学区
クック郡の学区には幼稚園と小中高校がそろっており、188人の常勤講師と3215人の子どもがいる。